# 雅羅斯拉夫爾省
雅羅斯拉夫爾省（Ярославская губерния）是俄羅斯帝國和蘇聯早期的一個省，範圍大致與雅羅斯拉夫爾州等同。面積35,541平方公里，1897年人口1,071,355人。首府雅羅斯拉夫爾。
1796年建省，1929年被併入伊萬諾沃工業區。